# Фрешкоп, Леонид Исаакович
Леонид Исаакович Фрешкоп (6 ноября 1897, Москва — 10 ноября 1982, Брюссель) — русский и бельгийский художник.
Родился в Москве, на Малой Дмитровке, в семье врача Исаака Абрамовича Фрешкопа (род. 1864, Симферополь) и Евгении Акимовны (урожд. Калмыковой; род. 1874, Новочеркасск). Сестра — Татьяна Исааковна Фрешкоп (1899 — ?), актриса, окончила ГИТИС, играла в театрах, кузина — Татьяна Яковлевна Фрешкоп, балерина. Брат — Серж (Сергей Исаакович) Фрешкоп (1894—1967), бельгийский ученый-зоолог.
Леонид Фрешкоп учился в Московском училище живописи, ваяния и зодчества (1916—21). С 1920-х годов — член Общества художников московской школы. В 1922 году уезжает в Бельгию. В 1925 году женится на пианистке Жозефин Эдвард. В 1923 году — художник-оформитель оперы «Золотой петушок» (Королевский оперный театр Антверпена).
Участник Художественного салона 1925 года. Участвует в выставке в галерее Spectacles (1926). Участник выставки бельгийского искусства в Рио-де-Жанейро (1946), выставки «Старое и новое русское искусство» (1928, Брюссель). В 1935 году совершает путешествие по Аргентине.

## Персональные выставки в галереях
- De la Toison d’or (1929)
- Giroux (1935)
- D’Egmont (1949)
- Breughel (1952)
- Дворец изящных искусств в Брюсселе (1938)

## Произведения
- Ноктюрн (1939)
- Уб-ство красоты (1946)
- Остров фантазмов (1951)